# Sphaerospira coxi
Sphaerospira coxi är en snäckart som först beskrevs av Joseph Charles Hippolyte Crosse 1866.  Sphaerospira coxi ingår i släktet Sphaerospira och familjen Camaenidae. Inga underarter finns listade i Catalogue of Life.